# Кулаєво (Малопургинський район)
Кула́єво (рос. Кулаево, удм. Улынгурт) — присілок в Малопургинському районі Удмуртії, Росія.
Стара назва — Кулай-Норья.
Урбаноніми:
- вулиці — Зарічна, Починок, Шкільна

## Населення
Населення — 223 особи (2010; 221 в 2002).
Національний склад станом на 2002 рік:
- удмурти — 99 %